# Rayan Rebbadj
Rayan Rebbadj, född 15 augusti 1999, är en fransk rugbyspelare. Han ingick i det franska lag som tog guld i sjumannarugby vid OS 2024 i Paris.